# الطاقة الكهربائية الإثيوبية
الطاقة الكهربائية الإثيوبية (بالأمهرية: ኢትዮጵያ ኤሌክትሪክ ኃይል)‏ منتج للكهرباء مملوك للدولة في إثيوبيا . وتشارك في تطوير واستثمار وبناء وتشغيل وإدارة محطات توليد الطاقة وتوليد الطاقة ونقلها. الشركة هي اللاعب الرئيسي في قطاع الطاقة الإثيوبي .
تمتلك شركة الكهرباء الإثيوبية وتدير شبكة الكهرباء الوطنية الإثيوبية مع جميع خطوط نقل الطاقة عالية الجهد فوق 66 كيلو فولت بما في ذلك جميع المحطات الفرعية الكهربائية المرفقة وجميع محطات الطاقة تقريبًا داخل شبكة الكهرباء الوطنية (باستثناء بعض محطات توليد الطاقة المشتركة المملوكة لشركة السكر الإثيوبية المملوكة للدولة). تكاد الطاقة الكهربائية الإثيوبية هي احتكار الدولة في توليد الطاقة الكهربائية لشبكة الطاقة الوطنية، على الرغم من أن إثيوبيا تسمح أيضًا لمنتجي الطاقة المستقلين ببناء وتشغيل محطات توليد الطاقة لتوصيل الطاقة إلى الشبكة الوطنية منذ عام 2017.
توزيع الطاقة الكهربائية وتشغيل خطوط نقل الطاقة الكهربائية ≤66 كيلو فولت داخل شبكة الطاقة الوطنية ليست جزءًا من أنشطة الطاقة الكهربائية الإثيوبية، والتي تتم من قبل الشركة الشقيقة المملوكة للدولة أيضًا إثيوبيا الكهربائية المساعدة .
توجد أيضًا في إثيوبيا أنظمة صغيرة ومعزولة لتوليد الطاقة ومحطات توليد الطاقة غير المرتبطة بشبكة الكهرباء الوطنية، مع قدرات توليد تصل إلى 5 ميجاوات . إن منتجي الطاقة المحليين هؤلاء لا ينتمون إلى شركة الكهرباء الإثيوبية ويمكن أن تكون مملوكة ملكية خاصة أو مملوكة من قبل السلطات الإقليمية. إن نقل الطاقة وتوزيع الطاقة من محطات الطاقة المستقلة هذه ليس جزءًا من العمليات التجارية لشركة الكهرباء الإثيوبية أيضًا.

## التاريخ
تأسست الشركة في عام 1956 باسم هيئة الكهرباء والطاقة الإثيوبية (EELPA)، التي جمعت جميع الأنشطة الإثيوبية حول الكهرباء في منظمة واحدة. في عام 1996، تم تقسيمها إلى هيئة الكهرباء الأثيوبية (EEA)، وتولت جميع الأنشطة التنظيمية لقطاع الكهرباء في البلاد وشركة إثيوبية للطاقة الكهربائية (EEPCo)، التي جمعت جميع الأنشطة من توليد الطاقة إلى توصيل المنازل. في عام 2013، تم تقسيم شركة إثيوبية للطاقة الكهربائية مرة أخرى إلى شركتين، شركة مرفق الكهرباء الإثيوبية وشركة الطاقة الكهربائية الإثيوبية. تشكلت الطاقة الكهربائية الإثيوبية بموجب لائحة مجلس الوزراء رقم 302/2013.
أول رئيس تنفيذي (2013) لشركة الكهرباء الإثيوبية كان عزب أسناكي، تم استبداله في أغسطس 2018 بأبراهام بيلاي . في عام 2016 ، كان لدى شركة الكهرباء الإثيوبية أكثر من 3500 موظف. 